# Larisa Iordache
Larisa Andreea Iordache (/laˈrisa andˈreja jorˈdake/; * 19. Juni 1996 in Bukarest) ist eine rumänische Kunstturnerin.

## Werdegang
Bei den Europameisterschaften 2012 in Brüssel gewann sie Gold am Boden und im Mannschaftswettbewerb und Silber am Balken.

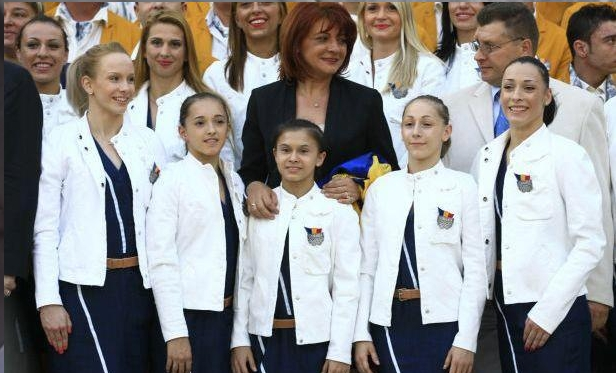
Larisa Iordache mit dem rumänischen Olympiateam, 2012

Bei den Olympischen Sommerspielen 2012 in London erreichte sie im Mannschaftswettbewerb mit der rumänischen Damenriege die Bronzemedaille hinter den Olympiasiegerinnen aus den USA und den zweitplatzierten Russinnen.
Bei den Turn-Europameisterschaften 2013 in Moskau gewann die damals 16-jährige Rumänin im April mit einer Gold-, einer Silber- und einer Bronzemedaille, die meisten Medaillen.
Bei den Turn-Europameisterschaften 2014 im Mai in Sofia gewann sie mit zwei Gold-, einer Silber- und einer Bronzemedaille bei den Frauen wieder die meisten Medaillen.
Sie zog sich bei den Turn-Weltmeisterschaften 2017 in Montreal eine Verletzung der Achillessehne am linken Fuß zu und musste in der Folge dreimal operiert werden. Bis Februar 2019 konnte sie kein Training mehr aufnehmen.

## Auszeichnungen
- 2012 – 2. Rang Piotr-Nurowski-Preis[7]
- 2014 Ehrenbürger von Bukarest